# Petrus Wesenbeck
Petrus Wesenbeck, auch Wesenbec (* 5. Mai 1546 in Antwerpen, Belgien; † 27. August 1603 in Coburg) war ein flämischer Jurist.

## Leben
Wesenbeck war eines von 16 Kindern des Juristen Petrus Wesenbeck (1487–1562), der in Antwerpen eine reiche Witwe geheiratet hatte, sowie ein Bruder von Andreas (1527–1569) und Matthæus Wesenbeck (1531–1586). Er studierte an der Universität Leipzig, wo er sich den akademischen Grad eines Magisters erwarb. Am 27. Oktober 1569 kam er nach Wittenberg und wurde 1570 als Professor an die Universität Jena berufen. Dort promovierte er am 20. Februar 1574 zum Doktor der Rechtswissenschaften und
trat am 4. Juli 1575 zur juristischen Fakultät über.
1587 ging er an die Universität Wittenberg, wo er in der juristischen Fakultät Vorlesungen über den Codex hielt. Während seiner Wittenberger Amtszeit war er 1591 auch Rektor der Universität, musste aber von dort weichen, als sich die Vertreter der lutherischen Orthodoxie in Wittenberg etablierten.
Er fand an der Universität Altdorf am 16. September 1592 eine neue Anstellung als Professor und Senior der juristischen Fakultät. Am 1. September 1598 wurde er als Ordinarius am Schöppenstuhl in Coburg bestellt und war dort erster Assessor  am Hofgericht. Als Geheimrat von Reichskammerangelegenheiten hatte er das Recht am dort errichteten Gymnasium Vorlesungen zu halten. Als Calvinist wurde er von der Konfession freigestellt und wurde in seinem Amt erneut bestätigt.

## Schriften (Auswahl)
- Consilia sive responsa Juris. Band 4. Wittenberg 1607.
- Annotationes in Pandectas.
- Tract. De subsidiid necessitatis publicae serendis.
- Commentar. De regulis Juris.
- Oratio de Waldenasibus & Albgensibos Christianis. Jena 1585.